# Château de la Belle au bois dormant
Ne doit pas être confondu avec Château de Cendrillon, Enchanted Storybook Castle ou Castle of Magical Dreams.
Le Château de la Belle au bois dormant (en anglais, Sleeping Beauty Castle) est le château de contes de fées occupant la place centrale de deux parcs à thèmes Disney : Disneyland (Anaheim, États-Unis) et le Parc Disneyland (Marne-la-Vallée, France). Il est situé dans la zone Fantasyland.
Le château du premier Disneyland est devenu une véritable icône de l'entreprise, apparaissant sur le logo de Walt Disney Pictures, Buena Vista Motion Pictures Group, Buena Vista Music Group, Walt Disney Television et Buena Vista International. En 2007, il est remplacé par un homologue, le Château de Cendrillon, dans l'introduction des films de la Walt Disney Pictures.

## Disneyland
Le Sleeping Beauty Castle de Disneyland a ouvert le 17 juillet 1955. Cet édifice est le premier et le plus ancien château des parcs Disney. Sa hauteur dépasse 23 mètres. Le château présente un aspect inspiré par le château de Neuschwanstein, construit par Louis II de Bavière,. Il comporte aussi, sur l'aile occidentale, un toit surmonté d'une flèche inspiré par la Sainte-Chapelle construite sur l'île de la Cité à Paris par Saint-Louis. Comme celui du Magic Kingdom, il est issu des esquisses d'Herbert Ryman.
Il devait au départ être celui de Blanche-Neige mais fut changé de manière à coïncider avec la sortie de La Belle au bois dormant. Les premières esquisses de Herbert Ryman en septembre 1953 montrent un Fantasyland « inversé » avec le château, presque semblable à celui de Neuschwanstein, situé au fond du land. Cependant, dès la fin de l'année, l'aspect change et ressemble à celui du projet définitif. Comme souligné dans Walt Disney Imagineering: A Behind the Dreams Look At Making the Magic Real, Walt Disney décide en 1954 de faire pivoter la disposition des étages d'avant en arrière mais en conservant la disposition des tours. La question de sa faible hauteur (23,4 m) a souvent été posée : Dave Smith donne l'explication suivante : « Walt Disney se souvenait que les tyrans européens avaient construit d'énormes et imposants châteaux-forts pour intimider les paysans. Comme il souhaitait que son château soit amical, il le fit plus petit ». Afin de le faire paraître plus haut qu'il n'est, les architectes de Disney ont utilisé la perspective forcée principalement dans les pierres dont la taille se réduit à mesure que la hauteur croît.
Le 29 avril 1957, les visiteurs découvrirent l'intérieur du château et notamment un diorama représentant l'histoire de la Belle au bois dormant, attraction dédicacée par Shirley Temple,. L'intérieur a été agrandi en 1968 et amélioré en novembre 1977. Cette visite fut interrompue en 2001. Le pont-levis n'a été levé que deux fois, la première pour la journée d'inauguration en 1955, et la seconde en 1982 pour le nouveau Fantasyland.
Au début des années 1990, un arbre a été planté devant le château en honneur d'Herbert Ryman, son principal concepteur graphique, décédé en 1989.
Afin de préparer les fêtes du 50e anniversaire de Disneyland en 2005, le château, tout comme le parc, a subi de nombreuses rénovations. Le château a été doré à plusieurs endroits (créneaux des tours, flèches, etc.) et a vu l'ajout d'une rambarde en ferronnerie dorée au-dessus des créneaux du premier étage.
Depuis mai 2005, le château sert de décor au spectacle de feux d'artifice Remember... Dreams Come True.
- Hauteur : 23,4 m[6]
- Situation : 33° 48′ 46″ N, 117° 55′ 08″ O

## Parc Disneyland
La version parisienne, haute de 45 mètres, abrite la Tanière du dragon, où un des plus grands audio-animatronics du monde (long de 27 mètres et pesant un peu moins de 3,5 tonnes) s’anime depuis 1992. Le château contient également la Galerie de la Belle au bois dormant, qui illustre l’histoire de la Belle au bois dormant à travers des tapisseries d'Aubusson, des enluminures, des sculptures et des vitraux.
- Hauteur : 45 m
- Situation : 48° 52′ 23″ N, 2° 46′ 34″ E

Au rez-de-chaussée du château se trouvent deux boutiques : la Boutique du Château sur la droite et Merlin l'Enchanteur sur la gauche. Il est possible de rejoindre la Tanière du dragon depuis cette dernière.

### Conception
L'aspect du château du Parc Disneyland, a été pensé différemment des autres châteaux. Quand le projet d’implanter le parc en Europe est lancé, le pari pour les imagineers est de concevoir un édifice qui se démarque des autres châteaux du vieux continent. Là où le château de Neuschwanstein en Bavière et les châteaux de la Loire ont suffi à inspirer les versions américaines, il a fallu créer un vrai château de contes de fées, plus fantaisiste, pour se démarquer des châteaux européens auxquels la clientèle était déjà habituée.
L'inspiration pour Eyvind Earle — le concepteur du château du long métrage de 1959 — est l'ouvrage Les Très Riches Heures du duc de Berry. Les imagineers associent cette esthétique avec celle de La Dame à la licorne.
L’imagineer Tony Baxter, chargé de ce projet, porte une attention toute particulière aux nombreux détails de cette version. Les influences du château du parc parisien sont multiples :
- la forme globale par exemple est inspirée de l'Abbaye du Mont-Saint-Michel ;
- la coupole de vitrail est inspirée du château de Chambord ;
- les « colonnes arbres » sont inspirées de l'Église Saint-Séverin de Paris (XVe siècle) et des tapisseries médiévales exposées au musée de Cluny ;
- la petite tourelle rattachée à la plus haute tour rappelle celles du Château d'Ussé ;
- les tuiles en losanges rendent hommage aux toits des Hospices de Beaune ;
- la fleur de lys au-dessus de l'arche d'entrée fait référence au symbole des rois de France.

La plus haute des tours comprend deux vitraux illuminés de part et d'autre, faisant croire que le château est habité. Il s'agit d'une référence à l’histoire des châteaux de la Loire qui veut que lorsque le roi était présent dans un des châteaux, un vitrail était ainsi éclairé pour signaler sa présence.
La réalisation des vitraux est supervisée par Peter Chapman, qui a été auparavant chargé de la restauration des ceux de Notre Dame de Paris. À la retraite au moment du projet, il reprend du service pour cette création.

### Les décorations temporaires du château
Régulièrement, le château est décoré pour diverses occasions.
1er Anniversaire
Pour célébrer sa première année en 1993, le château fut habillé en gâteau géant. L'idée fut par la suite copiée pour le château du Magic Kingdom pour son 25e anniversaire.
5e Anniversaire
Pour le cinquième anniversaire en 1997, le château reçut un nouveau thème pour La Fête des Fous, une année à thème en concordance avec la sortie du dessin animé Disney de l’année, Le Bossu de Notre-Dame.
10e Anniversaire
En 2002, le château fut orné d'une grande feuille de parchemin sur lequel le chiffre 10 était écrit. Cependant, cette décoration ne resta que quelques jours.
15e Anniversaire
Pour le quinzième anniversaire du Parc Disneyland (en 2007), quinze statues de personnages du monde de Disney (représentant une vingtaine de personnages) furent installées au sommet de différentes tours et portant chacune une bougie, illuminées lors du spectacle Bougillumination, spécialement créé pour l’évènement. Également, une représentation géante du logo des célébrations a été placé sur le vitrail principal du château.
20e Anniversaire
Pour le vingtième anniversaire (2012-2013), le parc présente Disney Dreams! chaque soir à compter du 1er avril (date de lancement du 20e anniversaire du parc.
À cet effet, le château a reçu des modifications : installation de systèmes vidéo à sa base de chaque côté du pont, de 38 fontaines dans les douves ainsi que de brumisateurs. Plus de 30 emplacements pour les départs des feux d'artifice ont également été installés, ainsi que 15 lance-flammes.
On note quelques traces de moisissures sur le pont, dues aux prestations quotidiennes du spectacle. Le vitrail en haut de la plus haute tour a été monté sur rails pour pouvoir descendre et laisser sortir la « deuxième étoile » du spectacle, structure à 4 branches escamotables équipée de DEL et de lasers.
Les Fêtes Pas-Si-Trouille
Depuis 2008, le château est décoré de l'intérieur pendant les Fêtes Pas-Si-Trouille, des soirées sur le thème d'Halloween pour les visiteurs les plus jeunes. Des bannières similaires à celles vues dans plusieurs concepts de l'intérieur du château et des effets lumineux décorent le château le temps de quelques heures.
Noël
Depuis 2004, durant la saison de Noël, le château est entièrement illuminé de blanc par des milliers de DEL et de starflashes, disposés sur les toits et les tours. Ces décorations ont également été disposées sur le château en plus de celles du 15e anniversaire en 2007 et 2008. Ce concept d'illumination fut copié en 2008 pour tous les autres châteaux de parcs Disney, exception faite de Tokyo Disneyland.

#### La Fête Magique de Mickey
En 2009, à l'occasion de La Fête Magique de Mickey, le château est décoré d'une gigantesque tête de Mickey dorée d'où sortent Mickey, Donald Duck, Pluto et Dingo. Les flèches des tours ont été remplacées par des têtes de Mickey dorées tandis que la statue de la Fée Clochette placée pour le 15e anniversaire est restée jusqu'à la fin du mois de janvier 2011, date d'une réhabilitation en profondeur du château.

## Hong Kong Disneyland
Le château était à l'origine une copie conforme de la version californienne. La tourelle finale fut mise en place le 23 septembre 2004, et l'ouverture au public a eu lieu le 12 septembre 2005.
La principale différence tient dans l'arrière plan du château, ici composé des montagnes de l'île de Lantau. Il est impossible de monter à l'étage, le diorama de la Belle au bois dormant présent en Californie n'ayant jamais été installé. Les couleurs de la façade sont également moins marquées que celles de son homologues californiens, à la fois plus naturelles et plus proches des couleurs d'origine du château de 1955.
Le 22 novembre 2016, Disney annonce l'agrandissement et la rénovation du château,. Il ferme le 1er janvier 2018 et rouvre en 2020 sous le nom Castle of Magical Dreams. Il abandonne alors le thème de la Belle au bois Dormant, Disney affirmant qu'il n'appartenait désormais à aucune princesse, représentant à la place quatorze d'entre-elles.

Le château en 2007.